# Festuca occitanica
Festuca occitanica är en gräsart som först beskrevs av René Verriet de Litardière, och fick sitt nu gällande namn av Paul Henri Auquier och Michel François-Jacques Kerguélen. Festuca occitanica ingår i släktet svinglar, och familjen gräs. Inga underarter finns listade i Catalogue of Life.